# Buddusò
Buddusò (sardinski: Buddusò) je grad i općina (comune) u pokrajini Sassariju u regiji Sardiniji, Italija. Nalazi se na nadmorskoj visini od 700 metara i ima 3 871 stanovnika.
 Prostire se na 176,84 km2. Gustoća naseljenosti je 22 st/km2.
Susjedne općine su: Bitti, Osidda, Alà dei Sardi, Oschiri i Pattada.